# حس (آلبوم)
حس آلبومی به خوانندگی پیام صالحی از اعضای گروه آریان است که در سال ۱۳۸۹ توسط تصویر دنیای هنر منتشر شد. تیراژ این آلبوم در آن سال ۲۰۰ هزار نسخه بود و به عنوان اولین آلبوم مستقل گروه آریان نیز شناخته می شد. این آلبوم به صورت فیزیکی و با حمایت چرم مشهد تولید شد و هنرمندانی چون حمید عسکری در ترانه سرایی و آهنگسازی آلبوم نقش داشتند. ضبط و تنظیم این آلبوم در استودیو راسک ساند آمریکا توسط نیما وارسته انجام گرفته بود.

## فهرست قطعه‌ها
| شماره      | نام               | سراینده       | آهنگساز       | مدت   |
| ---------- | ----------------- | ------------- | ------------- | ----- |
| ۱.         | «حس ۱ (بیا)»      | سهراب پاکزاد  | سهراب پاکزاد  | ۳:۴۶  |
| ۲.         | «واسه تو»         | شاهین تیک     | شاهین تیک     | ۲:۵۹  |
| ۳.         | «حس»              | شاهین تیک     | شاهین تیک     | ۴:۰۴  |
| ۴.         | «تو راست می گفتی» | علی حسین زاده | علی حسین زاده | ۴:۱۹  |
| ۵.         | «قلبم میگه»       | علی حسین زاده | علی حسین زاده | ۲:۴۷  |
| ۶.         | «صاحب خونه»       | علی حسین زاده | علی حسین زاده | ۴:۲۳  |
| ۷.         | «دستای خالی»      | حمید عسکری    | حمید عسکری    | ۳:۳۷  |
| ۸.         | «ساز شکسته»       | حمید عسکری    | حمید عسکری    | ۳:۰۴  |
| مجموع مدت: | مجموع مدت:        | مجموع مدت:    | مجموع مدت:    | ۲۸:۵۸ |

## عوامل اثر
- گیتار کلاسیک: امیر طبری و پیام صالحی
- سازهای دیجیتال کیبورد پیانو و ویولون: نیما وارسته
- گیتار الکترونیک: مسعود همایونی
- تنظیم کننده: نیما وارسته
- صدابردار: علی حسین‌زاده
- میکس و مستر: نیما وارسته
- طراح و گرافیک: ساشا مشکات